# Cybicola buccata
Cybicola buccata is een eenoogkreeftjessoort uit de familie van de Pseudocycnidae. De wetenschappelijke naam van de soort is voor het eerst geldig gepubliceerd in 1922 door Wilson.